# Saint-Michel, Haute-Garonne
Saint-Michel är en kommun i departementet Haute-Garonne i regionen Occitanien i södra Frankrike. Kommunen ligger i kantonen Cazères som tillhör arrondissementet Muret. År 2022 hade Saint-Michel 310 invånare.

## Befolkningsutveckling
Antalet invånare i kommunen Saint-Michel
Referens:INSEE